# Jules Dumont d’Urville

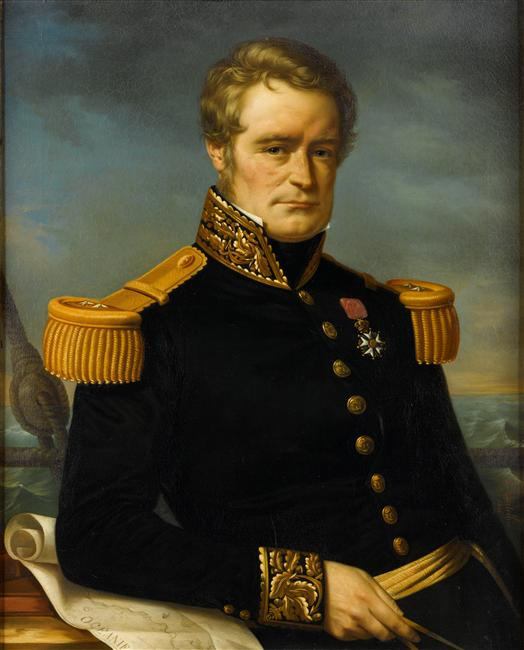
Jules Dumont d’Urville auf einem Gemälde von Jérôme Cartellier (1846)

Jules-Sébastien-César Dumont d’Urville, auch Jules Sébastien César, (* 23. Mai 1790 in Condé-sur-Noireau; † 8. Mai 1842 bei Meudon) war ein französischer Seefahrer, Entdecker und Polarforscher. Sein offizielles botanisches Autorenkürzel lautet „d’Urv.“
D’Urvilles Bekanntheit beruht auf den Reisen, die er zunächst als Fähnrich mit der Korvette La Chevrette im Mittelmeer, dann als Erster Offizier der Korvette Coquille in australischen und neuseeländischen Gewässern unternahm und denen jeweils umfangreiche kartografische und schriftliche Auswertungen der Entdeckungen folgten, die auch von politisch-militärischem Interesse waren.
Seine dritte Reise war eine Weltumsegelung mit der Coquille, die er, nun als Kommandant des Schiffes, aus diesem Anlass zu Ehren des gleichnamigen Schiffes des Entdeckers Jean-François de La Pérouse in Astrolabe umbenannte. Anschließend erhielt er den Auftrag, mit zwei Korvetten, wiederum der Astrolabe und zusätzlich der Zélée, den Weg zum Südpol zu erkunden. Der Versuch wurde jedoch durch Packeis vereitelt, das die Schiffe zunächst einschloss und sie in der Folge zwang, nach Südamerika zurückzukehren, und dann durch Skorbut, der die Besatzungen dezimierte. Trotzdem konnte d'Urville einen weiteren Vorstoß nach Süden unternehmen und nachdem er den südlichen Polarkreis erreicht hatte, kehrte d'Urville in seine Heimat zurück, wo er zum Konteradmiral ernannt wurde. Er starb mit seiner ganzen Familie beim Eisenbahnunfall von Versailles, als er auf dem Heimweg von den großen Wasserspielen im Schloss Versailles war.

## Biografie

### Kindheit und Jugend
Sein Vater Gabriel Charles François Dumont (1728–1796), Herr von Urville, bekleidete wie seine Vorfahren die Ämter eines Richters am Gericht von Condé sowie eines Gerichtsvollziehers von Condé-sur-Noireau. Die Mutter Jeanne Françoise Victoire Julie de Croisilles (1754–1832), ursprünglich aus Croisilles, war sehr streng und entstammte einer alten Familie des ländlichen Adels der Basse-Normandie. Als Kind war d’Urville gebrechlich und oft kränklich. Nach dem Tod des Vaters wurde ab 1798 der Abt von Croisilles, der Bruder der Mutter, die wichtigste Bezugsperson für das Kind, der ihn in Latein und Griechisch, in Rhetorik und Philosophie sowie auch sogar in Chinesisch unterrichtete.
Ab 1804 besuchte er das Lycée imperial von Caen. In der Bibliothek dieser Stadt begann er Enzyklopädien und auch die Reiseberichte von Bougainville, Cook und Anson zu lesen, die ihn zutiefst faszinierten. Mit 17 Jahren bestand er die Aufnahmeprüfung an der École polytechnique nicht und entschied sich dann, für die Familie unerwartet, für den Eintritt in die französische Marine.

### Die ersten Jahre in der Marine

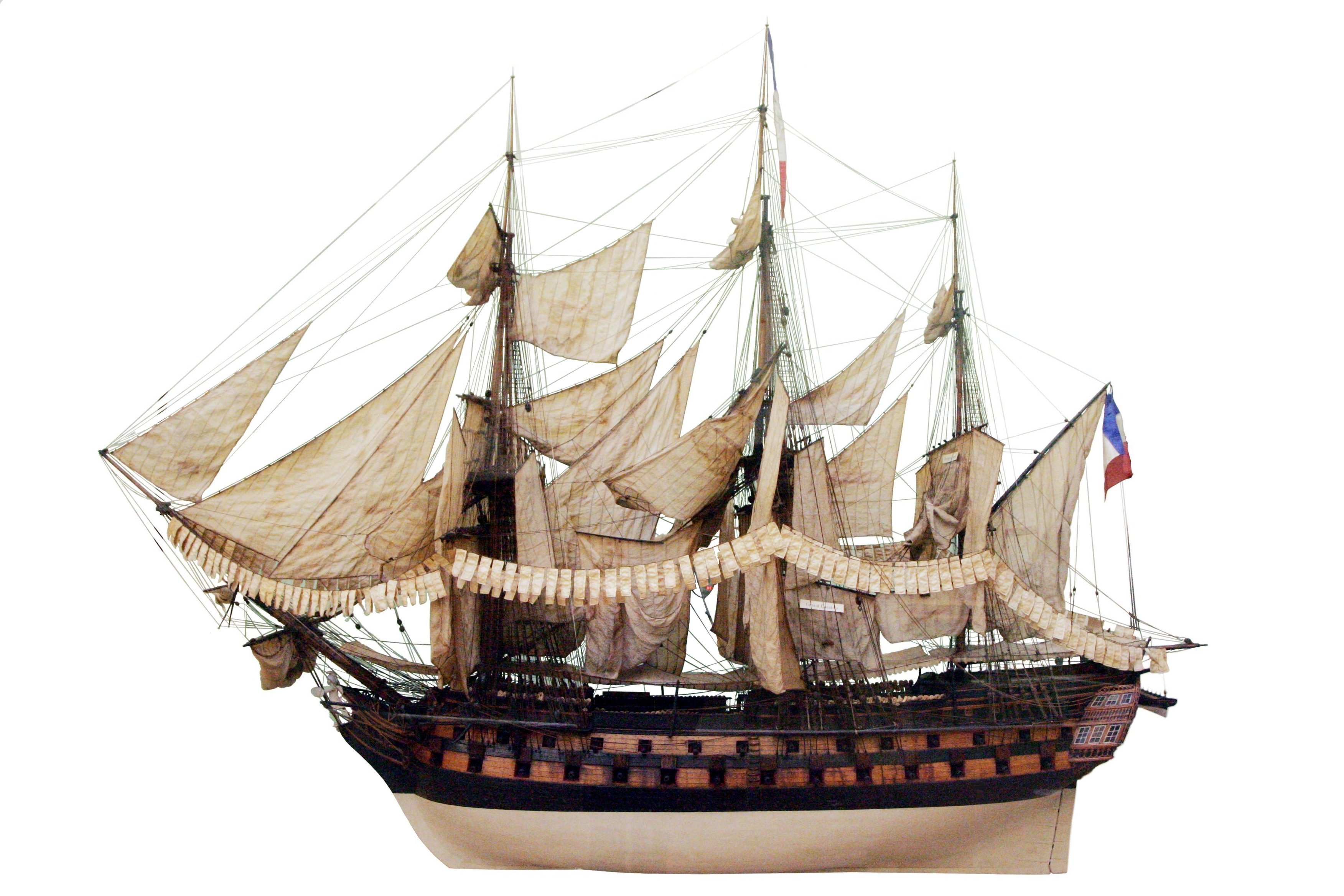
Arsenalmodell der Achille, Schwesterschiff der Suffren, aus dem frühen 19. Jahrhundert, Maßstab 1:33

Er wurde als Kadett zugelassen und schiffte sich am 26. November 1807 in Brest auf der l’Aquilon unter dem Kommandanten Maingon ein. Noch 1807 wurde er an der École navale in Lanvéoc nahe Brest aufgenommen, wo er als ernsthafter und fleißiger, allerdings auch schüchterner junger Mann auftrat, der die Freizeitaktivitäten seiner Kommilitonen ablehnte und sich statt für militärische eher für Forschungsaspekte interessierte. Am 31. Oktober 1808 erhielt er den Rang eines Anwärters erster Klasse. Er beendete die Schulzeit als Jahrgangsbester und erhielt 1811 den Rang eines Fähnrichs.

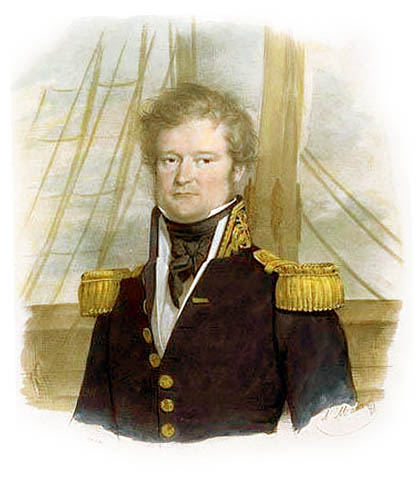
Jules Sébastien César Dumont d’Urville (Aquarell von Albert Brenet)

Zu dieser Zeit hatte die französische Marine nicht die Bewegungsfreiheit der Napoleonischen Armee, da ihre Schiffe in den Häfen durch die absolute Dominanz der britischen Royal Navy blockiert wurden. Dies beeinträchtigte auch die praktische Ausbildung der Besatzungen, die voraussetzte, dass die Schiffe auf die offene See hinausfahren konnten. D’Urville, der wie seine Kameraden festsaß, nutzte die Zeit zu intensiven Studien von Fremdsprachen. In der Folge sprach er fließend Englisch, Deutsch, Spanisch, Griechisch, Italienisch und Hebräisch. Seine Dienstposten in der Zeit umfassten ab 1812 zuerst Einsätze auf der Amazone und dann in Toulon an Bord der Suffren, einem 74-Kanonen-Schiff der Téméraire-Klasse, und anschließend auf dessen Schwesterschiff Borée.
Weiterhin eignete sich D’Urville in dieser Zeit zusätzlich zu seinem bereits umfangreichen sprachlichen Wissen Kenntnisse in Botanik und Entomologie an, die er unter anderem bei Ausflügen in die Hügel der Provence und in seinen Studien am Observatorium der Marine erwarb. Erst 1814, als Napoleon auf die Insel Elba verbannt wurde, unternahm er seine erste kurze Reise im Mittelmeer. Ebenfalls 1814 brachte er auf dem Schiff La Ville de Marseille den späteren König Louis Philippe von Orléans nach Palermo. 1815 heiratete er Adèle Pépin, Tochter eines Uhrmachers aus Toulon, mit der er vier Kinder hatte, von denen allerdings keines das Erwachsenenalter erreichte.

## Die erste Reise

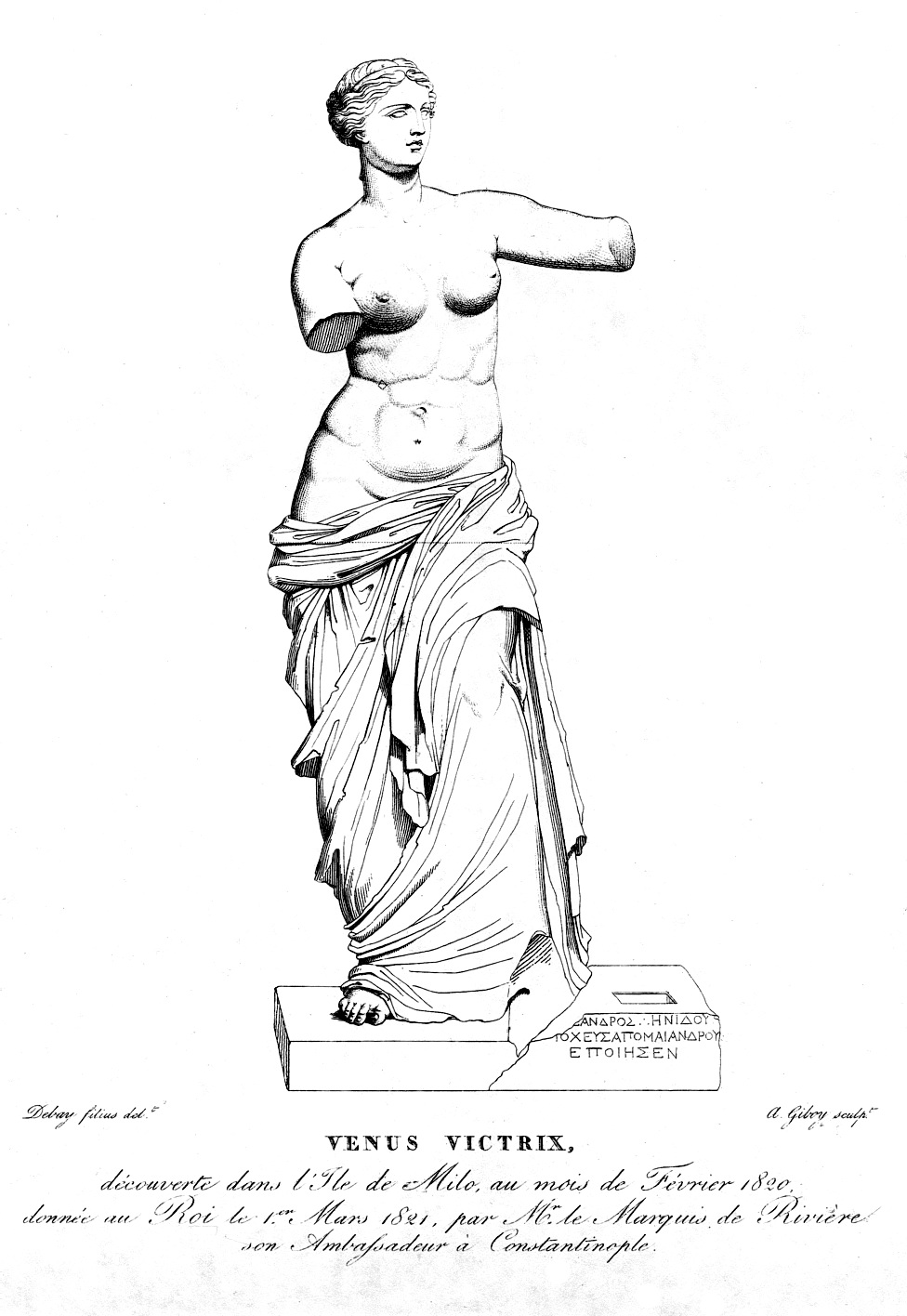
Die Venus von Milo (Zeichnung 1821).

1819 wurde d’Urville, immer noch als Fähnrich, an Bord der La Chevrette unter Kapitän Gauttier-Duparc kommandiert, um hydrographische Vermessungen der griechischen Inseln und des Schwarzen Meeres durchzuführen. Die Reise, die normalerweise für einen Marineoffizier am Beginn seiner Karriere nur ein Zwischenspiel zwischen zwei militärischen Einsätzen gewesen wäre, ermöglichte es ihm, sein Wissen als Naturforscher zu nutzen, um seinen ersten umfangreichen Forschungsbericht Flore latine de l'Archipel grec et du littoral de la Mer Noire zu verfassen. Während eines Zwischenstopps auf der Insel Milos machte der örtliche französische Gesandte d’Urville auf eine Marmorstatue aufmerksam, die am 8. April 1820 von einem örtlichen Bauern gefunden worden war. Er erkannte sofort den Wert des Artefakts, wollte es kaufen und verfasste einen Bericht über den Fund, der an den französischen Botschafter in Konstantinopel geschickt wurde. Die La Chevrette erreichte die Stadt am 22. April und d'Urville konnte den Botschafter davon überzeugen, die Statue tatsächlich für den französischen Staat anzukaufen:

“Je fus le premier à en remettre une description détaillée à M. le marquis de Rivière, à Costantinople. Grâce à son empressement, à son amour pour les beaux arts et aux efforts de M. de Marcellus, la France n'a pas eu le regret de voir passer en mains étrangères ce précieux reste d'antiquité.”

„Ich war der erste, der dem Marquis de Riviere in Konstantinopel eine detaillierte Beschreibung davon gab. Dank seines Eifers, seiner Liebe für die schönen Künste und der Bemühungen von M. de Marcellus hat Frankreich es nicht bedauert, dass diese kostbaren Überreste der Antike in fremde Hände übergegangen sind.“

Die Statue konnte so schließlich angekauft und dem französischen Abgesandten übergeben werden. Im Ergebnis erhielt d’Urville für seinen Einsatz den Titel Ritters der Ehrenlegion, die Aufmerksamkeit der französischen Akademie der Wissenschaften und eine Beförderung zum Leutnant, Frankreich konnte sich die prächtige Statue für den Louvre sichern.

## Die Reise auf der Coquille

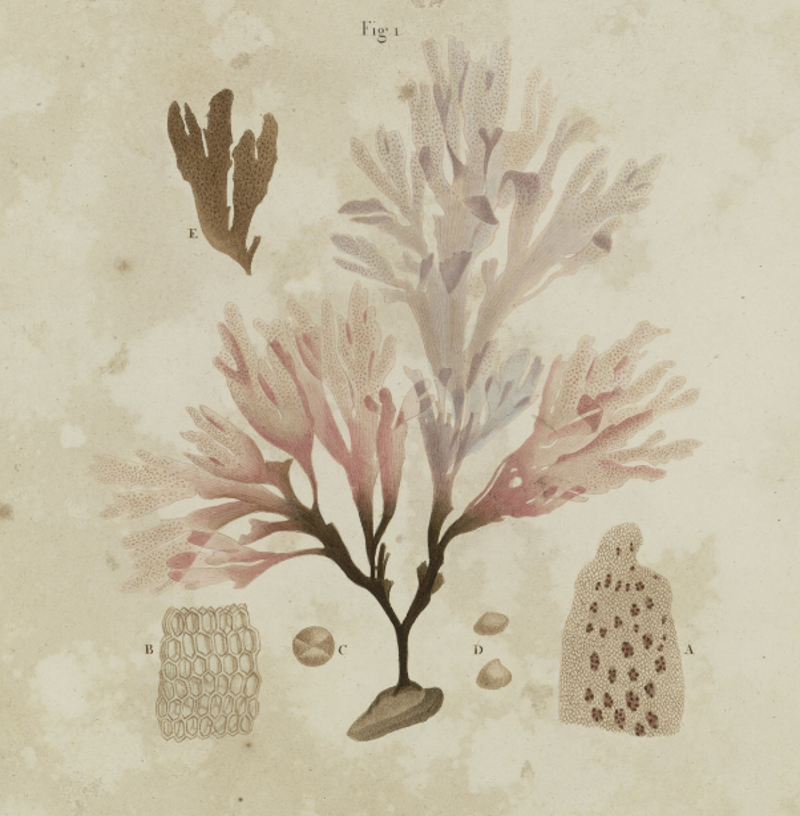
Der von d'Urville während der Expedition von beschriebene und nach ihm benannte Seetang Dawsonia durvillei.

Als er von der Reise auf der La Chevrette zurückkehrte, wurde d'Urville dem Dépôt des cartes et plans der Marine zugeteilt, wo er auf Leutnant Louis-Isidore Duperrey traf, dem er bereits während seiner Ausbildungsjahre begegnet war. Die beiden begannen mit der Planung einer Erkundungsexpedition im Pazifik, einem Gebiet, in dem der französische Einfluss während der napoleonischen Kriege zurückgedrängt worden war und den sie, etwa durch die Gründung von Siedlungen in New South Wales, zurückgewinnen wollten. Am 18. August 1822 stachen sie mit der 380 Tonnen schweren 12-Kanonen-Korvette Coquille von Toulon aus in See, um so viele wissenschaftliche und strategische Informationen wie möglich über das betreffende Gebiet zu sammeln. Duperrey als Dienstältester fungierte hierbei als Kommandeur der Expedition, während d'Urville als Erster Offizier eingesetzt wurde. Mit an Bord waren auch René Primevère Lesson (1794–1849), Prosper Garnot (1794–1838), Victor Charles Lottin (1795–1858), Charles Hector Jacquinot (1796–1879), Charles Félix Victor Lesage (1785–1839), Théodore Julien de Blois de la Calande (1799–1836), Auguste Bérard (1796–1852), Jules Alphonse René Poret de Blosseville (1802–1833) und Jean Baptiste Bory de Saint-Vincent (1780–1846).
Die Expedition steuerte zunächst in Richtung Südamerika. Nach Zwischenstopps in Brasilien und den Falklandinseln wurde Kap Hoorn am 31. Dezember 1822 umrundet und die Reise entlang der Küste nach Peru fortgesetzt, um hydrografische Vermessungen durchzuführen. Danach erreichten sie Tahiti im Mai 1823 und ankerten in der Matavai-Bucht, wo Jules de Blosseville hydrografische Vermessungsarbeiten durchführte. Die Expedition zog weiter nach Tonga, zu den Salomonen, Timor und erreichte im Januar 1824 Australien.
Am 17. Januar 1824 erreichte die Coquille Port Jackson. Hier wurden Passagiere für den geplanten Aufenthalt in Neuseeland an Bord genommen: neben dem Missionar George Clark mit seiner Familie auch zwei Maori, Taifana und Hapai. Die Expedition setzte ihren Weg fort und kam im April 1824 in der Bay of Islands an, wo die Besatzung von Maori, unter anderem von Maori-Häuptling Hongi Hika begrüßt wurde und d'Urville neben naturkundlichen Studien verschiedene Informationen über die soziale Organisation und Lebensweise der Einheimischen sammelte.
Am 17. April 1824 verließen sie Neuseeland und es folgten Besuche der Gilbert- und Elliceinseln sowie der Karolinen, einschließlich der Entdeckung der zuvor nicht kartografierten Inseln Mokil und Losap, bevor die Expedition nach Niederländisch-Indien aufbrach. Sie traten ihren Heimweg im September 1824 an und erreichten Marseille im März 1825, ohne während der gesamten Expedition einen Todesfall erlitten zu haben. Während der Reise benannte Duperrey eine Insel der Le-Maire-Inseln an der Küste Neuguineas nach d'Urville, allerdings ist die Insel heute nicht mehr unter diesem Namen bekannt.
Die Expedition brachte eine umfangreiche Sammlung von Tieren und Pflanzen aus den besuchten Gebieten zurück nach Frankreich. Die Sammlung umfasste über 4.000 Pflanzenarten, von denen 300 damals unbekannt waren. Die Sammlung des Museum der Naturwissenschaften in Paris erhielt über 1.200 Exemplare von Insekten, die zu 1.100 verschiedenen Arten gehören (von denen 450 nicht im Besitz des Museums waren und 300 bis dahin unbekannt). Verantwortlich hierfür war maßgeblich René-Primevère Lesson der die Expedition als Schiffsarzt und Naturforscher begleitet hatte. Während der Expedition hatte sich d'Urville als kompetenter Offizier erwiesen und mit dem weiteren Teilnehmer Bory de Saint-Vincent war eine Freundschaft entstanden, die 1829 dazu führte, dass dieser seinem Buch mit dem Titel Histoire des hydrophytes, ou plantes agames des eaux, récoltées par MM D'Urville et Lesson, dans voyage autour du monde, sur la corvette de sa majesté, La Coquille, exécuté pendant les années 1822, 1823, 1824 et 1825, sous le commandement du capitaine Duperrey; par le Colonel Bory de Saint-Vincent. Ornée de 25 planches coloriées et gravées d'après les dessins de l'auteur, ein Vorwort voranstellte, in dem er die hervorragende Beziehung zwischen ihm als Autor und „Monsieur le capitan d'Urville“ (dieser war inzwischen zum Korvettenkapitän befördert worden) betonte. Weiterhin erhielt Bory die Zustimmung, einiges von d'Urvilles Material in seinem Buch zu verwenden zu dürfen.
D'Urville war auf der Reise bestrebt gewesen, die Pflichten des Ersten Offiziers mit denen der wissenschaftlichen Tätigkeit in Einklang zu bringen und tatsächlich oblag ihm die Durchführung von Forschungsarbeiten in den Bereichen Botanik und Entomologie. Die Wissenschaftler Georges Cuvier und François Arago, die die Ergebnisse seiner Forschung in der Folge analysierten, lobten d'Urville für seinen Einsatz.

## Die erste Reise der Astrolabe

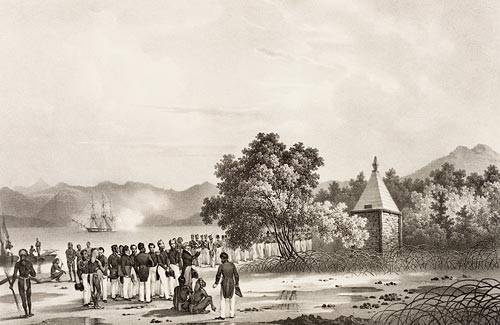
Einweihung des zu Ehren von Jean-François de Galaup, Graf von La Pérouse errichteten Denkmals, der auf der Insel Vanikoro schiffbrüchig wurde und als vermisst galt.

Zwei Monate nach der Rückkehr legte d'Urville dem Marineministerium einen Vorschlag für eine neue Expedition vor, die er angesichts seiner sich verschlechternden Beziehungen zu Duperrey selbst als Kommandant übernehmen wollte. Der Vorschlag wurde angenommen und d'Urville benannte die Coquille zu Ehren des Schiffes von Jean-François de La Pérouse in Astrolabe um. Das Schiff segelte am 25. April 1826 von Toulon aus ab. Mit an Bord waren unter anderem erneut Charles Jacquinot als stellvertretender Kommandant und Joseph Paul Gaimard, der bereits Teilnehmer der Expedition von Louis de Freycinet gewesen war, als Arzt und Naturforscher. Das Hauptziel war während einer Erdumrundung, die auf fast drei Jahre angelegt war, wiederum der Pazifische Ozean. Einer der Vorschläge an das Ministerium war die Untersuchung der Möglichkeit, zwei Strafkolonien zu errichten, eine in Australien im King George Sound, wie es die Briten bereits 1788 in Port Jackson getan hatten, und die andere in Neuseeland.

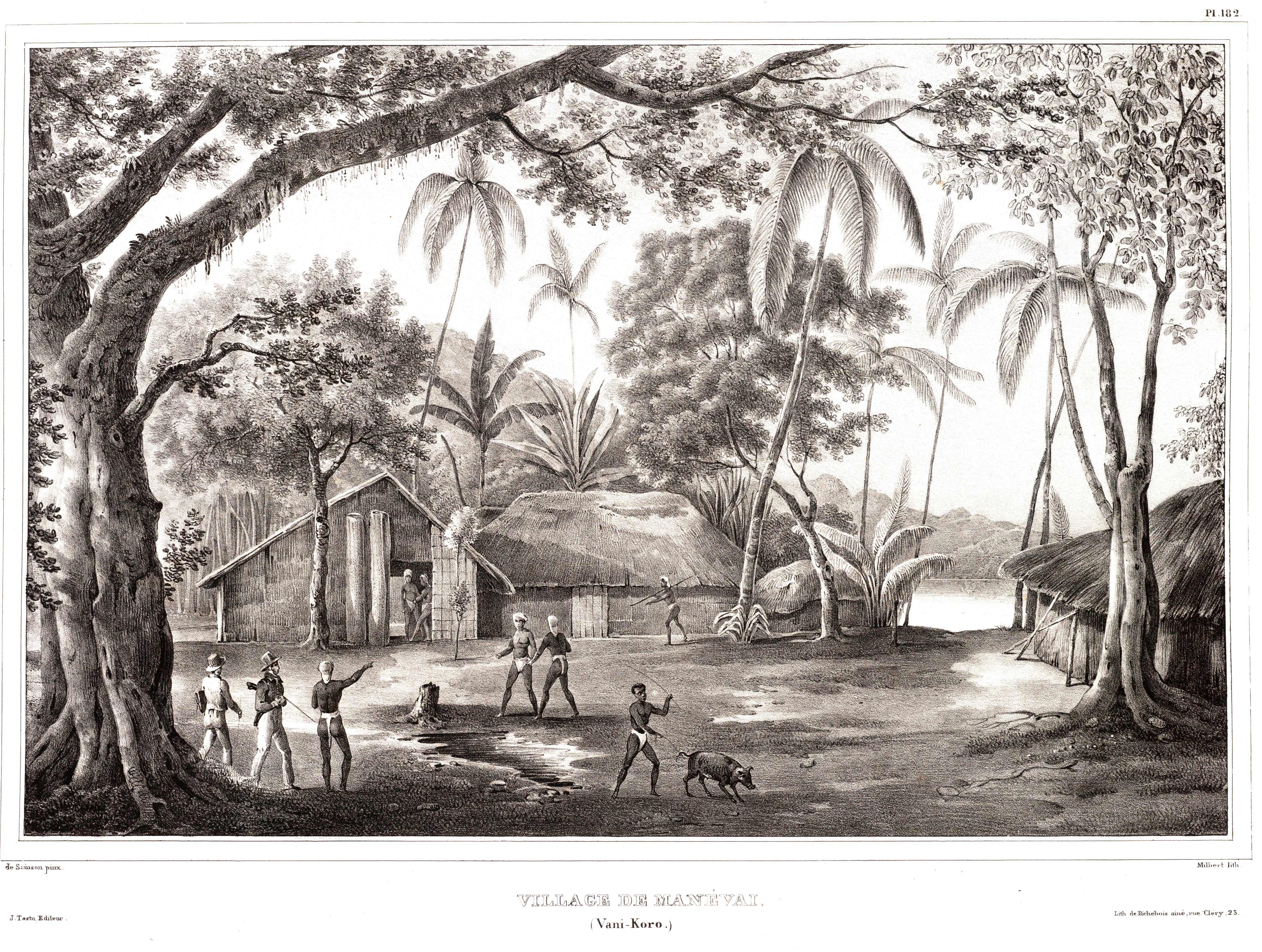
D'Urvilles Expedition auf Vanikoro.

Die umbenannte Astrolabe erreichte Australien Ende 1826. Am 19. Dezember 1826 machte sich die Expedition von Port Jackson aus auf die Rückreise, passierte Südaustralien und führte in den folgenden drei Monaten genaue kartografische Vermessungen der Südinsel Neuseelands durch, da angenommen wurde, dass die bestehenden von James Cook erstellten Karten unvollständig bzw. ungenau seien. Weitere Ziele waren die Tonga, Fidschi sowie die Molukken Inseln. D’Urville führte die ersten Vermessungen der Loyalitätsinseln und der Küsten von Neuguinea durch. Im Verlauf identifizierte er Vanikoro (eine der Santa-Cruz-Inseln, Teil der Salomonen) als Ort des Schiffbruchs von La Pérouse und sammelte dort einige Überreste seiner Boote. Die Reise wurde mit der Vermessung und Kartographierung einiger der Karolinen und der Molukken fortgesetzt.

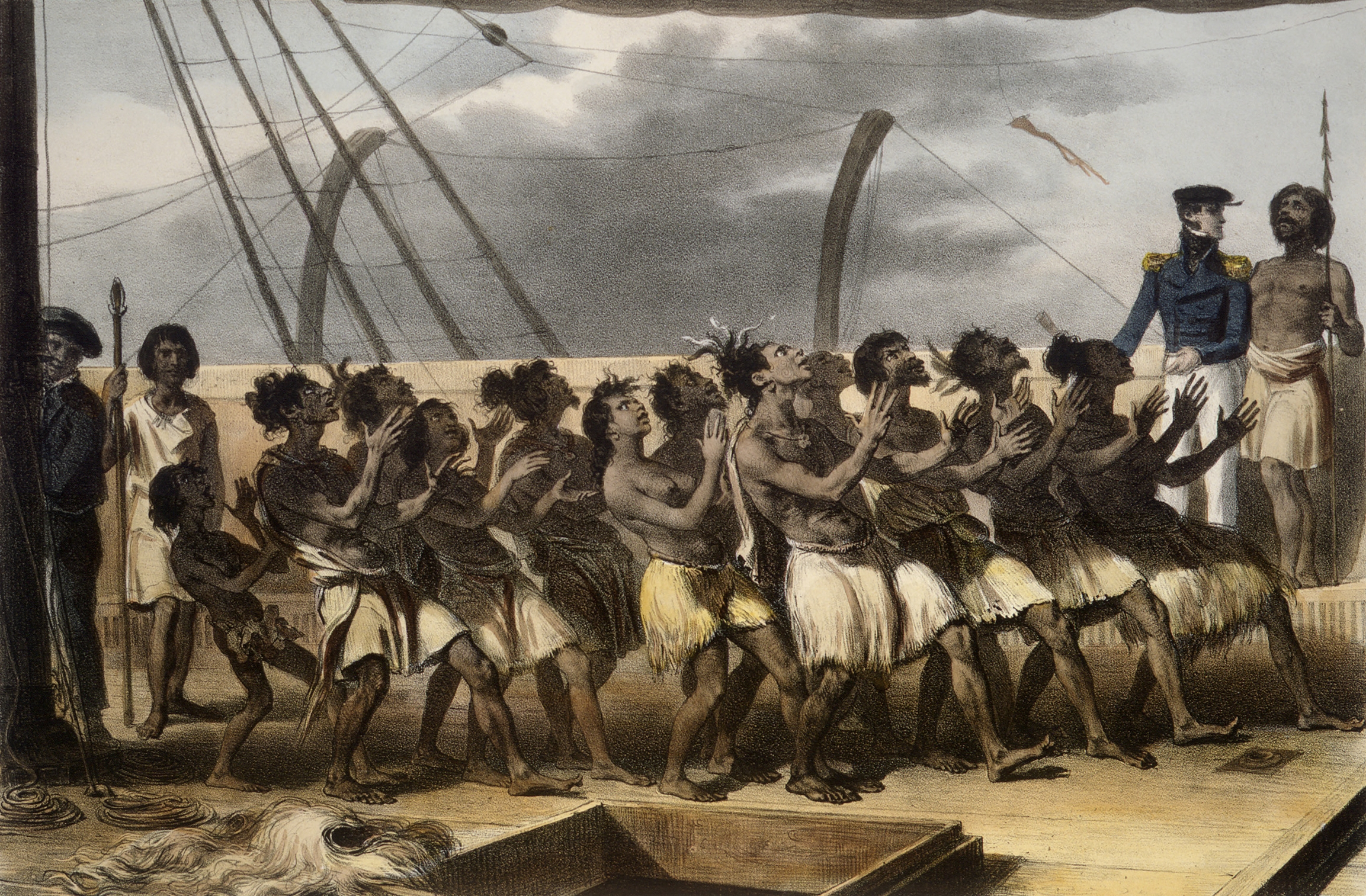
Māori-Männer und -Frauen an Bord der Astrolabe bei einem traditionellen Tanz, rechts steht ein französischer Offizier (Stich von Louis Auguste de Sainson).

Die Astrolabe kehrte am 25. März 1829 mit einer umfangreichen Sammlung hydrographischer Karten und zoologischer, botanischer und mineralogischer Funde nach Marseille zurück, die in der Folge einen starken Einfluss auf die wissenschaftliche Analyse dieser Regionen hatten. Der traditionelle Teilung der Archipele Ozeaniens in Melanesien, Mikronesien und Polynesien ist den Werken von d'Urville zu verdanken. Während der dreijährigen Mission wurden 7500 km Küsten kartiert. Allerdings war d’Urvilles Gesundheit auch durch jahrelange schlechte Ernährung auf den Reisen stark angegriffen und er klagte über Magen- und Nierenprobleme und litt außerdem unter heftigen Gichtanfällen.
D'Urville verbrachte eine kurze Zeit mit seiner Familie und ging dann nach Paris, wo er am 8. August 1829 zum Kapitän befördert und mit der Erstellung des Reiseberichts beauftragt wurde. Die fünf Bände wurden finanziert von der französischen Regierung erstellt und zwischen 1832 und 1834 veröffentlicht.
In der Folge entfremdete sich d’Urville von der Führung der französischen Marine und weiteren Institutionen. In seinem Bericht kritisierte er in Brandprosa militärische Strukturen, Kollegen, die Akademie der Wissenschaften und sogar den König, der – seiner Meinung nach – die Reise der Astrolabe nicht gebührend gewürdigt hatte. Das Marineministerium selbst hatte es vorgezogen, Admiral Roussin den freien Posten der Abteilung für Geographie an der Académie des sciences zuzuweisen. Beim Sturz von König Karl X. ging d'Urville nach Paris und stellte sich der Provisorischen Regierung zur Verfügung, die ihn beauftragte, den gestürzten König nach Großbritannien zu transportieren. Zu diesem Zweck charterte d'Urville zwei Schiffe in Le Havre und begab sich nach Cherbourg. Nachdem er den ehemaligen König und sein Gefolge eingeschifft hatte, erreichte er in sechs Tagen Portsmouth.
1835 kehrte d'Urville nach Toulon zurück, wo er weiteren Aktivitäten an Land zugeteilt wurde. Er war aber nach wie vor von ständigen, fast obsessiven Gedanken, ähnlich denen von James Cook, an eine dritte Reise in den Pazifik geprägt. Während er die Aufzeichnungen über die Reise der Astrolabe durcharbeitete, erkannte er eine Reihe von Mängeln bei der Erforschung Ozeaniens und schrieb im Januar 1837 an das Marineministerium, um die Möglichkeit einer neuen Reise im Pazifik vorzuschlagen.

## Die zweite Reise der Astrolabe

### Vorbereitungen

Überblick über die zweite Reise der Astrolabe.

Der französische König Louis Philippe stimmte dem Plan zu einer neuen Expedition zu, fügte jedoch den Befehl hinzu, den magnetischen Südpol zu erreichen und für Frankreich in Besitz zu nehmen. Sollte dies nicht möglich sein, wurde d'Urville angewiesen, einen südlicheren Breitengrad als den 1823 vom britischen Entdecker James Weddell beanspruchten 74°34' S zu erreichen oder auf jeden Fall „bis zum Eis vorzudringen.“. Auf diese Weise trat Frankreich in den internationalen Wettlauf zum Südpol ein, bei dem sowohl die Vereinigten Staaten von Amerika als auch das Vereinigte Königreich ähnliche Expeditionen vorbereiteten. Für die britische Seite wagten James Clark Ross und Francis Crozier 1839 die erste die erste Antarktisexpedition, während die US-Expedition, die 1838 aufbrach, Charles Wilkes anvertraut worden war.
D'Urville war zunächst nicht sehr glücklich über die Änderungen, die an seinem Vorschlag vorgenommen wurden. Sein Interesse an Polarreisen war tatsächlich gering, er bevorzugte eher tropische Routen. Aber bald überwog die Eitelkeit, und die Möglichkeit, ein so prestigeträchtiges Ziel zu erreichen, zog ihn an. Die beiden Schiffe Astrolabe und Zélée, letzteres unter dem Kommando von Charles Jacquinot, wurden in Toulon ausgerüstet. Während der Vorbereitungen reiste d'Urville auch nach London, um Dokumentation und Ausrüstung zu kaufen, und traf den Admiralitäts-Ozeanographen Francis Beaufort und den Präsidenten der Royal Geographical Society, John Washington, beide starke Unterstützer der britischen Expedition zum Südpol. Während seines Aufenthalts in London äußerte d'Urville auch seine lang gehegten Zweifel an der Glaubwürdigkeit von Weddells Behauptungen über den tatsächlichen Breitengrad, den er erreicht hatte, und provozierte empörte Reaktionen bei seinen Gesprächspartnern.

### Antarktis, der erste Versuch einer Annäherung

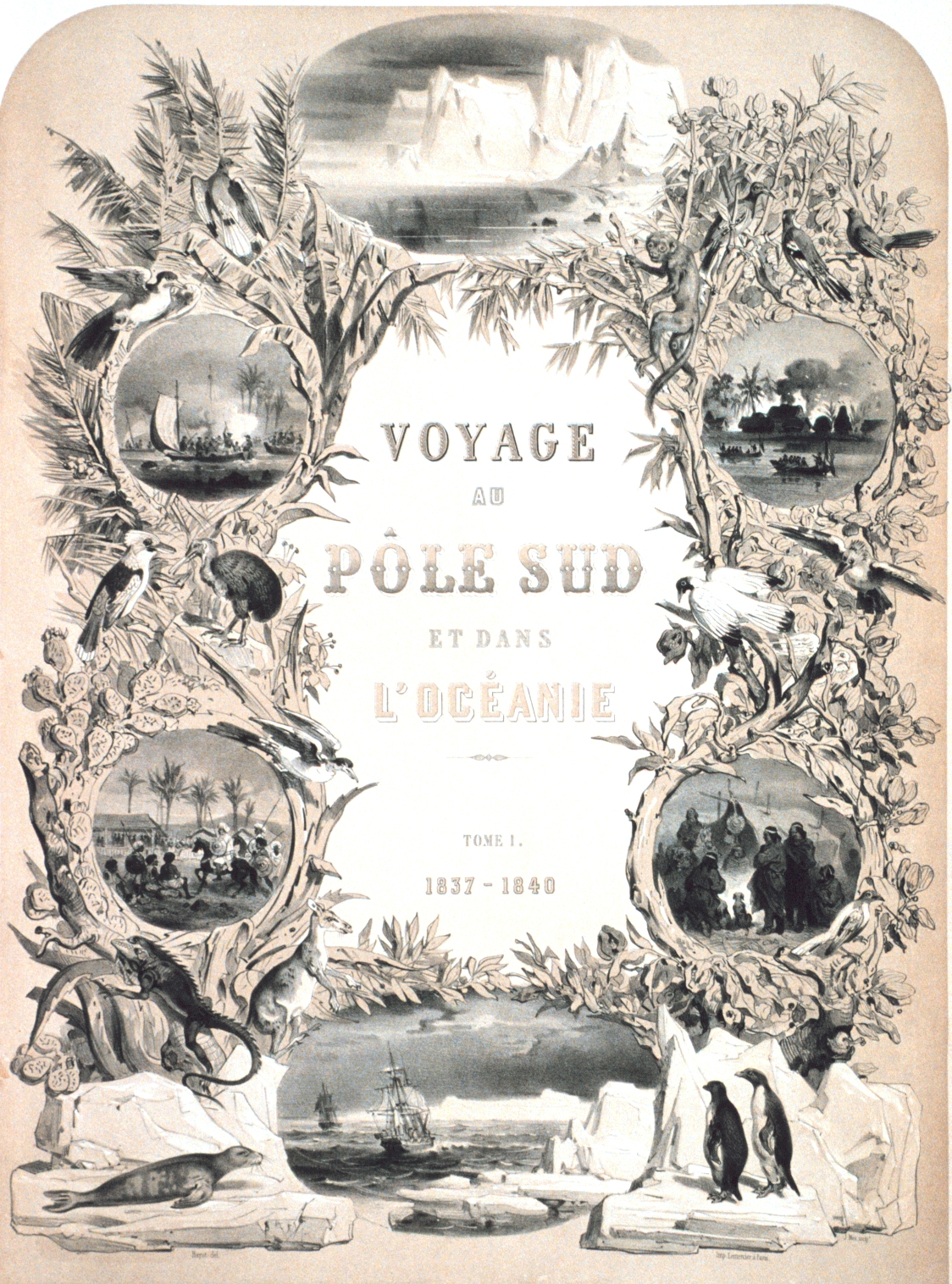
Die Titelseite von Voyage au pôle Sud et dans l'Océanie.

Die Astrolabe und die Zélée stachen am 7. September 1837 von Toulon aus in See, drei Wochen Verspätung gegenüber den Plänen von d'Urville. Das erste Ziel der Route war es, den südlichsten möglichen Punkt innerhalb des heutigen Weddellmeeres zu erreichen und damit den von Weddel im Jahr 1823 aufgestellten Rekord zu übertreffen und mindestens 74° 15' südlicher Breite zu erreichen. Gemäß den Anweisungen in einem Schreiben des damaligen Marineministers vom 26. August 1837 sollten die Schiffe, nachdem sie die Magellanstraße passiert hatten, über Chile und Ozeanien bis Westaustralien segeln, um dort die neuen britischen Kolonien zu inspizieren. Nach einem Zwischenstopp in Hobart hätten die Zélée und die Astrolabe Neuseeland ansteuern sollen, um dort nach neuen Zielen für die französischen Walfangschiffe zu suchen und Orte für die Errichtung einer Strafkolonie zu suchen. Nach der Überquerung des Indischen Ozeans Richtung Westen bestand die Mission darin, das Kap der Guten Hoffnung zu umrunden und nach Frankreich zurückzukehren. Die Bedeutung, die die Franzosen der Expedition beimaßen, wurde durch die Preise unterstrichen, die auf der Grundlage der Ergebnisse der Expedition geschätzt wurden: 100 Francs pro Person, sobald sie 75° Süd erreicht hatten, und 20 Francs für jeden weiteren Grad.
Die erste Etappe der Reise war Teneriffa , wo sie andere französische Schiffe antrafen, darunter die Hercule und die Begleitkorvette Favorite zur Überfahrt nach Amerika. An Bord der Hercule befand sich der Prinz von Joinville, der Bruder des französischen Königs.
Es folgte ein kurzer Zwischenstopp in Rio de Janeiro, um einen erkrankten Offizier von Bord zu bringen und den zum Generalstab gehörenden Louis Emmanuel Le Maistre Duparc (1813–1846) auf die Astrolabe einzuschiffen. Anfang Dezember erreichten die Schiffe die Magellanstraße. D'Urville glaubte, genug Zeit zu haben und erkundete die Meerenge drei Wochen lang, wobei er in seinen Logbüchern die Genauigkeit der ein paar Jahre zuvor von Phillip Parker King gezeichneten Karten lobte.

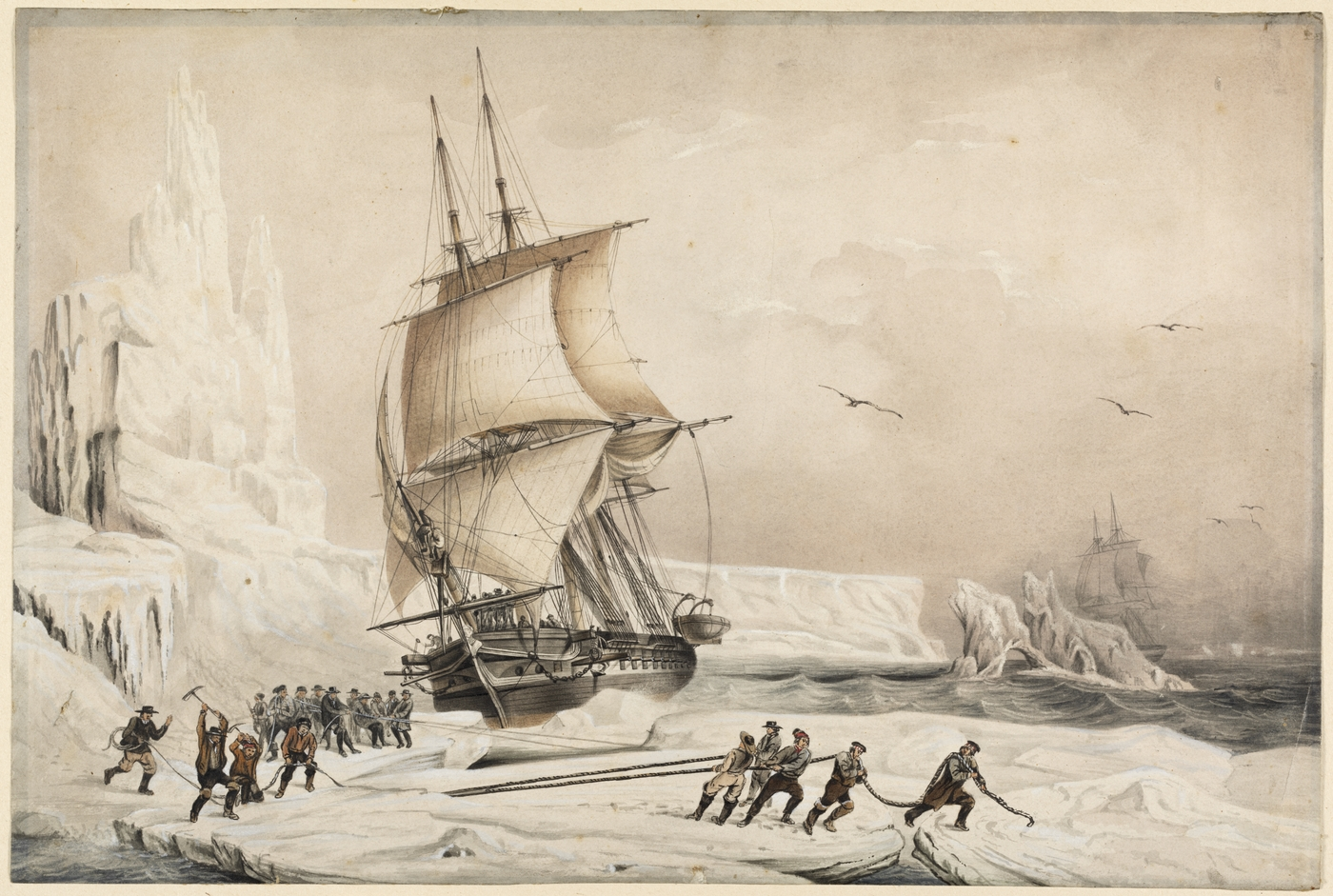
Astrolabe und Zélée eingeschlossen im antarktischen Eis, Tuschezeichnung von A. Mayer (1838)

Danach ging es zunächst weiter nach Süden. Zwei Wochen später wurde der erste Eisberg gesichtet, und am 1. Januar 1838 befanden sich die Astrolabe und die Zélée in einem Packeisfeld, für das sie nicht gerüstet waren. Zugleich verhinderte das Packeis auch die Weiterfahrt nach Süden. In den nächsten Wochen war d'Urville gezwungen, einen Ausweg aus dem Packeis zu finden, um doch noch eine Durchfahrt zu einem weiter südlichen Breitengrad zu erreichen. Anfang Februar erreichten sie für kurze Zeit eine eisfreie Zone aber bereits am 9. Februar wurden sie nach einem Windumschwung erneut blockiert. Es dauerte fünf Tage ununterbrochener Arbeit, einen Korridor im Eis zu öffnen und die Schiffe wieder zu befreien, aber der Versuch, südlicher als über den 63° 23' Süd hinauszugehen, schlug fehl. Am 23. Januar 1838 führte der Hydrograph Clément Adrien Vincendon-Dumoulin die erste Berechnung der magnetischen Neigung durch.

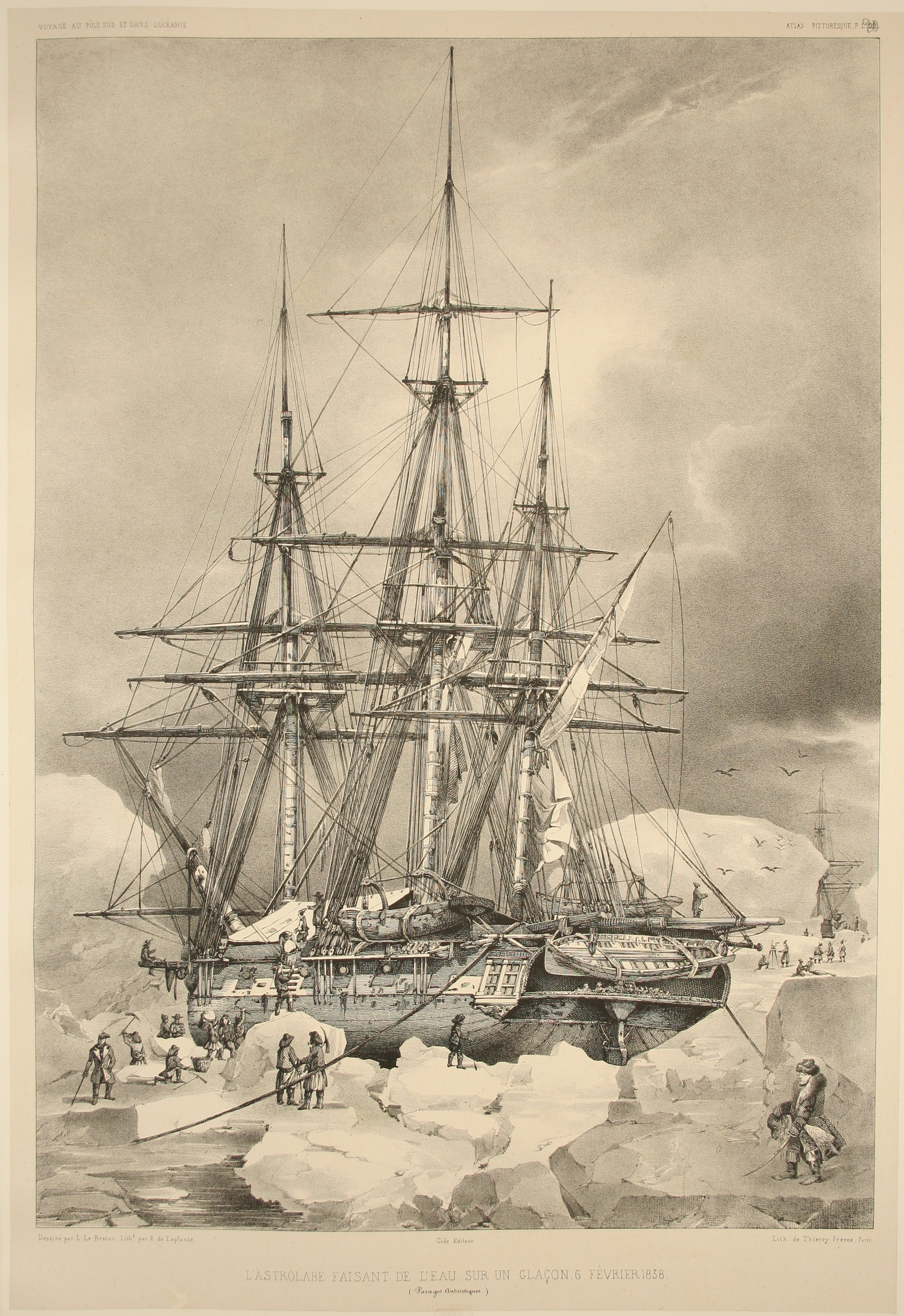
Astrolabe von Eisschollen eingeschlossen am 6. Februar 1838

Nach einem Besuch der Südlichen Orkneyinseln am 25. Januar steuerte die Expedition die Südlichen Shetlandinseln und die Bransfieldstraße an. Wegen des Nebels waren einige Landstriche auf den Karten, die d'Urville Louis-Philippe-Land (heute Grahamland) taufte, nur vage skizziert. Die Joinville-Insel, die Rosamel-Insel und die Astrolabe-Insel wurden jedoch als solche identifiziert und ihre Entdeckung somit d'Urville zugeschrieben. Die Bedingungen an Bord verschlechterten sich allerdings rapide. Ein Teil der Besatzung hatte offensichtliche Symptome von Skorbut und die Hauptdecks der Schiffe waren inzwischen durch den Rauch aus den Öfen und den katastrophalen hygienischen Bedingungen im Grunde unbewohnbar geworden. Ende Februar 1838 ergab sich für d'Urville die Situation, dass er nicht weiter nach Süden vorstoßen konnte, und er fühlte sich in seinem Zweifel an der tatsächlichen Breite, die Weddell erreichte haben wollte, bestätigt. Anschließend dirigierte er die beiden Schiffe nach Talcahuano, Chile, wo ein provisorisches Krankenhaus für von Skorbut betroffene Besatzungsmitglieder eingerichtet wurde.

### Im Pazifik

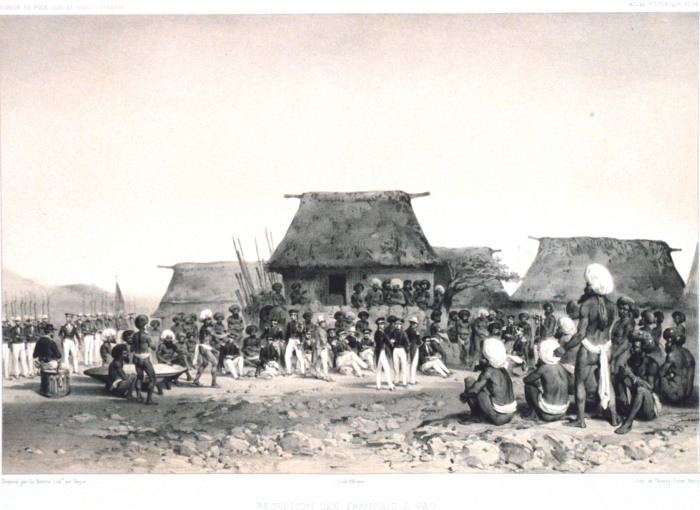
D'Urvilles Empfang auf Fidschi.

Hiernach war D'Urvilles Plan einfach: Nach der Magellanstraße würde er den Pazifik überqueren und dann Australien, Tasmanien und Neuseeland ansteuern und von dort erneut zu den Südshetlandinseln und weiter in Richtung Süden aufbrechen, sofern es die Eisverhältnisse zuließen. In Valparaíso erreichte ihn ein Brief seiner Frau, der ihn über den Tod seines zweiten Sohnes an Cholera informierte. Zu Adèles herzlicher Bitte um baldige Heimkehr kam d'Urvilles schlechter Gesundheitszustand hinzu. Er litt erneut zunehmend unter Gichtanfällen und Magenschmerzen.
In den folgenden Monaten der Überquerung des Pazifik gab es Stopps auf einigen Inseln Polynesiens. Auf den Marquesas angekommen, gab es weitere Erholungsaufenthalte für die Besatzung, so etwa auf Nuku Hiva.
Während der Überfahrt nach Tasmanien gab es vierzehn Verluste in der Besatzung aufgrund von Tropenfieber und Ruhr, während weitere sechs in Hobart starben. Am 12. Dezember 1839 landeten die beiden Korvetten in Hobart, wo Kranke und Sterbende ins Krankenhaus eingeliefert wurden. D'Urville wurde von John Franklin, Gouverneur von Tasmanien und Polarforscher, empfangen, von dem er erfuhr, dass die Schiffe der von Charles Wilkes geleiteten amerikanischen Antarktisexpedition in Sydney vor Anker lagen und darauf warteten, nach Süden zu segeln.
Angesichts der reduzierten Anzahl der Besatzungen durch Krankheit und Tod, erwog d’Urville für einen zweiten Versuch, den magnetischen Südpol um den Längengrad 140° E zu erreichen, nur mit der Astrolabe in den Antarktischen Ozean aufzubrechen. Letztlich war aber die Anwerbung von Ersatzleuten, hauptsächlich Deserteure der in Hobart vor Anker liegenden französischen Walfänger, so erfolgreich, dass er die Reise mit beiden Schiffen fortsetzen konnte. Astrolabe und Zélée verließen somit beide Hobart am 2. Januar 1840.

### Nach Süden – der zweite Versuch einer Annäherung
Die ersten Segeltage waren geprägt von Südwind und starker Westströmung. An Bord gab es erneut Krankheitsfälle und einen Toten. Nach dem Überqueren des 50. Breitengrades wurde es merklich kälter und schließlich wurde der erste Eisberg am 16. Januar bei 60° S nach dem Passieren der antarktischen Konvergenz, gesichtet. Am 18. Januar überquerten die Schiffe den 64. Breitengrad und fanden sich erneut von zahlreichen Eisbergen (ungefähr sechzig) umgeben, gleichzeitig kam etwa 4 Meilen entfernt auch Land in Sicht. Da kein möglicher Landeplatz ausgemacht wurde, ließ d’Urville Rettungsboote beider Schiffe klarmachen und eine Gruppe von Männern landete an Land, um die Insel im Namen Frankreichs in Besitz zu nehmen. Am 19. Januar wurde der Polarkreis mit ähnlichen Feierlichkeiten wie bei einer Äquatortaufe überquert und am selben Nachmittag Land gesichtet.
Die beiden Schiffe segelten langsam weiter nach Westen und umgingen Eisberge. Am Nachmittag des 21. Januar landeten einige Besatzungsmitglieder auf einer felsigen Insel und hissten erneut die französische Trikolore:

“J'envoyai aussitôt un de nos matelots déployer un drapeau tricolore sur ces terres qu'aucune créature humaine n'avait vues ni foulées avant nous”

„Ich habe sofort einen unserer Matrosen losgeschickt, um die Trikolore über diesen Ländern zu hissen, die kein menschliches Wesen vor uns gesehen oder betreten hat.“

D'Urville taufte die Insel Pointe Géologie und das Land davor Terre Adélie (Adélieland), zu Ehren seiner Frau Adèle.

«Alors, j'annonçais aux officiers rassemblés en présence de l'équipage que cette terre porterait désormais le nom de terre Adélie. Cette désignation est destinée à perpétuer le souvenir de ma profonde reconnaissance pour la compagne dévouée qui a su par trois fois consentir à une séparation longue et douloureuse, pour me permettre d'accomplir mes projets d'explorations lointaines.»

„Also kündigte ich den versammelten Offizieren in Anwesenheit der Besatzung an, dass dieses Land fortan den Namen Adélieland tragen würde. Diese Namensgebung soll die Erinnerung an meine tiefe Dankbarkeit gegenüber der hingebungsvollen Gefährtin verewigen, die dreimal einer langen und schmerzhaften Trennung zugestimmt hat, um mir zu ermöglichen, meine fernen Erkundungsprojekte durchzuführen.“

In den folgenden Tagen folgte die Expedition der vermuteten Küste und sichtete auch den amerikanischen Schoner USS Porpoise, kommandiert von Lieutenant Cadwalader Ringgold, der zur United States Exploring Expedition, kommandiert von Charles Wilkes, gehörte. Das Schiff wich jedoch aus und verschwand im Nebel. Der US-Kommandant hat die Vermeidung des Kontakts später jedoch begründet und auf ein Missverständnis zurückgeführt. Am 1. Februar beschloss d'Urville, nach Hobart zurückzukehren, wo Zélée und Astrolabe 17 Tage später ankamen. Weiterhin wurde dort in Kürze die Ankunft der beiden Schiffe von James Ross erwartet.
Am 25. Februar segelten die Korvetten erneut in Richtung der Aucklandinseln, wo sie magnetische Messungen durchführten und, wie bereits der Kommandant der Porpoise, eine Gedenktafel an ihren Aufenthalt hinterließen, auf der sie die Entdeckung des Südaustralpols ankündigten.[N 9] Die Rückreise führte sie nach Neuseeland und erneut, am 17. Februar, nach Hobart, dann durch die Torres-Straße und Aufenthalten in Timor, Réunion und St. Helena im Atlantik bis schließlich Toulon erreicht wurde. Hier endete am 7. November 1840 die letzte unter Segeln durchgeführte französische Expedition.

### Rückkehr und Ernennung zum Konteradmiral
Nach seiner Rückkehr wurde d'Urville zum Konteradmiral befördert und erhielt die Goldmedaille der Société de Géographie. Die 130 überlebenden Mitglieder der Expedition wurden vom König mit 15.000 Goldfrancs belohnt. D'Urville begann dann mit der Abfassung des Reiseberichts Voyage au pôle Sud et dans l'Océanie sur les corvettes „l'Astrolabe“ et „la Zélée“ 1837-1840, der zwischen 1841 und 1854 in 24 Bänden und sieben Illustrationen und Karten erscheinen sollte.

## Tod

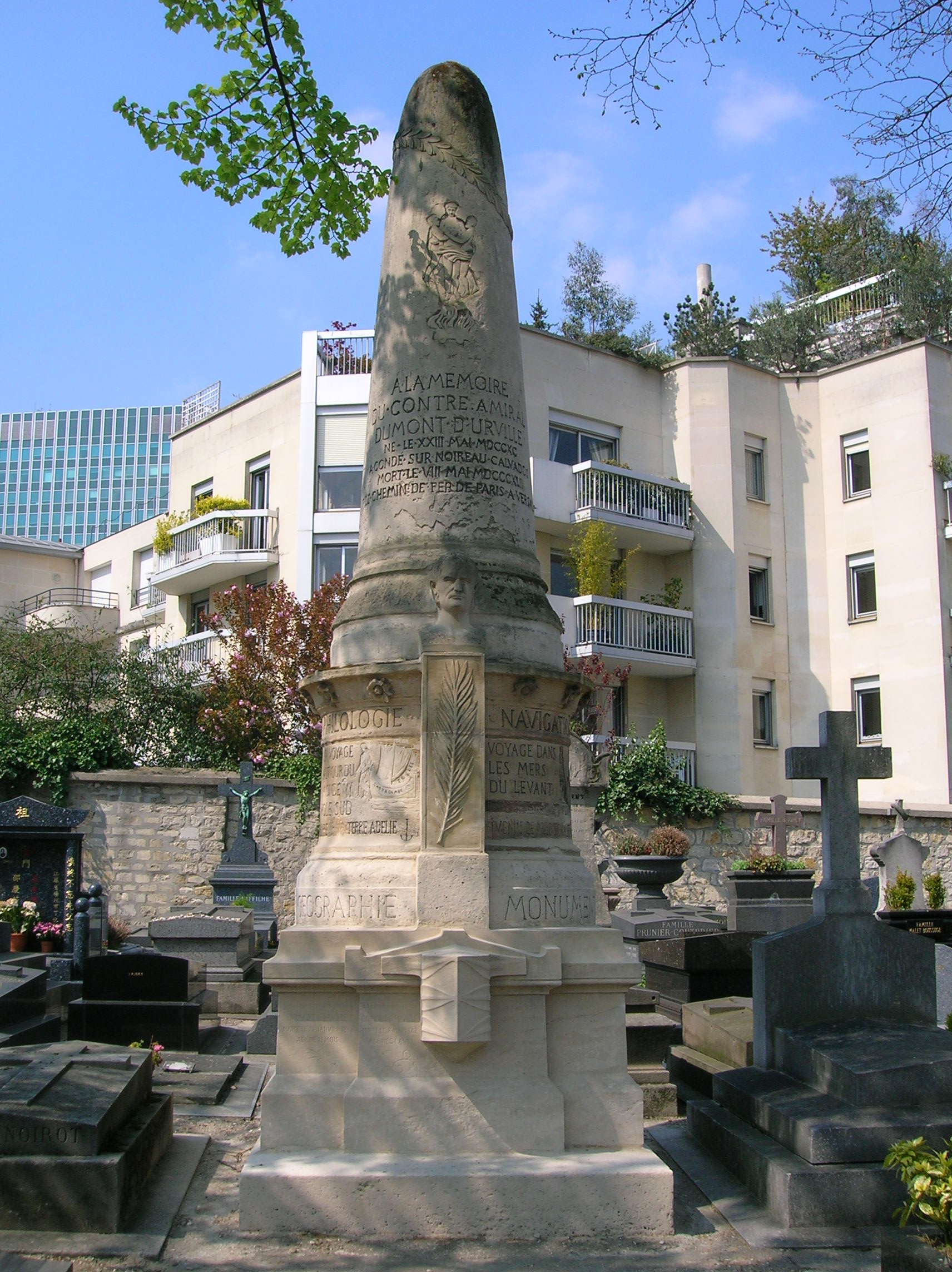
Grabmal von d’Urville in Paris

Am 8. Mai 1842 reiste d'Urville mit seiner Familie mit dem Zug nach Versailles, um die Wasserspiele zu sehen, die anlässlich eines Festes des Königs in Betrieb genommen worden waren. Der Zug von Versailles auf dem Rückweg war überfüllt und es war notwendig, ein paar Wagen hinten und eine weitere Lokomotive hinzuzufügen. Da die als Ersatz vorgesehene „Seine“-Lokomotive außer Betrieb war, kam eine Planet-Lokomotive von 1830, die „Mathieu-Murray“ mit zwei starren Achsen hinzu. Auf der Höhe von Meudon entgleiste diese Lokomotive aufgrund eines Achsbruchs und riss auch die zweite Lokomotive „Éclair“ mit. Bei diesem Vorfall geriet die Kohle am Beginn der Wagenreihe in Brand. Das Feuer griff schnell auf die Passagierwagen über, sodass die ganze Familie Dumont d'Urville, also er selbst, seine Frau und der 14-jährige Sohn Jules Dumont d’Urville in dieser ersten schweren Zugkatastrophe Frankreichs ums Leben kamen. J. Lan, der von dem nachfolgenden Prozess vor Gericht berichtete, gab die Anzahl der Opfer später mit 55 Toten und 109 Verletzten, bei insgesamt 164 Betroffenen an.
Dumont d'Urvilles sterbliche Überreste wurden später von Pierre Marie Alexandre Dumoutier, dem ehemaligen Schiffsarzt an Bord der Astrolabe und Phrenologe, identifiziert und ruhen heute auf dem Cimetière Montparnasse in Paris.

## Benennungen

### Geographische Orte
Zu Ehren d’Urvilles insbesondere für seine Verdienste um die Kartographie wurden einige geografische Toponyme nach ihm benannt:
In der Antarktis:
- D’Urville-See (65°00′S 140°00′E, der Teil des Südlichen Ozeans, der an das Adélieland und seine angrenzenden Gebiete im Osten grenzt)
- D’Urville-Insel (63°05′S 56°25′W, die nördlichste Insel des Joinville-Archipels);
- Mount d’Urville (63°31′S 58°11′W, Höhe 1 085 m, an der Nordwestküste der Halbinsel Louis-Philippe);
- D’Urville Monument (63°25′S 56°18′W, Höhe 576 m, SW-Spitze von Joinville Island);
- D’Urville Wall (75°16′S 162°13′E, Höhe 720 m, N des David Glacier, Prince Albert Range im Queen Victoria Land).

In anderen Gegenden:
- Cape d'Urville (Westneuguinea, Indonesien)
- Urville Island, Neuseeland
- D’Urville Island, früherer Name von Kairiru Island, Insel vor der Nordostküste Neuguinea

Sein Name wurde auch der französischen Wissenschaftsbasis Dumont-d’Urville-Station gegeben, die sich an der antarktischen Küste auf der australischen Seite befindet (66°40′00″S 140°00′46″E).
In Concarneau (Bretagne) wurde die Einkaufsstraße Dumont-D'Urville nach ihm benannt.
Urville ist weiterhin der Name einer von Gilles Tréhin, einem französischen Autisten und Kunst-Savant, erdachten, fiktiven Stadt.

### Tiere
Der Adeliepinguin wurde von dem Chirurgen und Zoologen Honoré Jacquinot, dem Bruder von Charles Jacquinot, zu Ehren von d'Urvilles Frau benannt und mit ihm auf der Zélée eingeschifft.

### Pflanzen
- Die Braunalgen-Art Durvillaea antarctica der Familie Durvilleaceae aus der Gattung Durvillaea.
- Die Gattung Urvillea aus der Familie der Sapindaceae.[36]

### Schiffe
Die französische Marine Nationale widmete d'Urville:
- 1931 ein Kolonialaviso der Bougainville-Klasse, die an der Schlacht von Koh Chang teilnahm
- 1986 ein mittleres Landungsschiff, die Dumont d'Urville (L 9032) der BATRAL-Klasse.

Auch ein Kreuzfahrtschiff der Ponant-Explorer-Klasse, die Le Dumont d’Urville, trägt seinen Namen.

## Philatelie
Zahlreiche Briefmarken zu den Themen Erkundung und Antarktis sind Dumont d'Urville und der Korvette Astrolabe gewidmet. Dazu gehören ein französischer Wert von 1988 von 2,20 Franc mit 50 Centimes Zuschlag, verschiedene Französische Süd- und Antarktisgebiete (TAAF)-Werte, darunter ein Luftpostwert von 1978 und ein Standardpostwert von 1990, der die Astrolabe zeigt. Ein weiterer 23-Franc-TAAF-Wert illustriert eine magnetische Neigungsmessung, die der Entdecker während seiner zweiten Reise gemacht hatte, und weiterhin ein Luftpostwert der Packeis im Meer von Dumont d'Urville. Schließlich ist neben einer TAAF-Luftpostausgabe von 1965 über die Entdeckung von Adélie Land ein weiterer französischer Wert von 1990 Adélie selbst gewidmet und ein TAAF-Wert von 2,80 Franken Clément Adrien Vincendon-Dumoulin.

## Veröffentlichungen
- Enumeratio plantarum quas in insulis Archipelagi aut littoribus Ponti-Euxini, annis 1819 et 1820. Causette, Paris. 1822.
- Enlèvement de Vénus Dumont d'Urville – Marie-Louis-Augustin Demartin du Tyrac, comte de Marcellus, et Olivier Voutier.
- Flore des îles Malouines. Impr. de Lebel. Paris. 1825.
- Voyage autour du monde : exécuté par ordre du Roi sur la corvette de Sa Majesté « la Coquille » pendant les années 1822, 1823, 1824 et 1825, unter dem Ministerium und in Übereinstimmung mit den Anweisungen des Marquis von Clermont-Tonnerre, Marineminister; und veröffentlicht unter der Schirmherrschaft Seiner Exzellenz des Comte de Chabrol, von L.-I. Duperrey, Fregattenkapitän, Chevalier de Saint-Louis und Mitglied der Légion d'honneur, Kommandant der Expedition, 6 Bände begleitet von vier Atlanten, die 376 Tafeln bilden, von denen etwa 230 von den besten Künstlern farbig, gezeichnet und gedruckt sind; Arthus-Bertrand, Paris, 1826–1828. 12 große Bände, 600 Platten oder Blätter. Zusammengesetzt aus:
  - Histoire du voyage, von Dumont d'Urville (5 Bände, ein Atlas),
  - Météorologie, magnétisme, température de la mer, von Arago (1 Band),
  - Botanique, von J. d'Urville, Bory de Saint-Vincent und Adolphe Brongniart (1 Band) Text auf Gallica : Hydrophytes, cryptogamie, Phanérogamie, Atlas, Atlas,
  - Zoologie, von Quoy et Gaimard (5 Bände),
  - Entomologie, von Boisduval (1 Band),
  - Hydrographie von Dumont d'Urville (Atlas).
- Voyage de la corvette ‹l’Astrolabe›, 1826–1829. 12 Bde. Text und 6 Abt. Atlas. Paris. 1830–1839.
- Notice sur les îles du Grand Ocean et sur l’origine des peuples qui les habitent. Bulletin de Société de Géographie de Paris. 17/1, 1832, 1–21.
- Atlas hydrographique de l'Astrolabe (Paris, 1833, in Folianten).
- Voyage pittoresque autour du monde (Paris, 1834, zwei Textbände und ein Zeichnungsband).
- Voyage au pôle Sud et dans l'Océanie sur les corvettes l'Astrolabe et la Zélée 1837-1840. 23 Bde. Text und 6 Abt. Atlas. Paris. 1841–1854.

D'Urville veröffentlichte auch zahlreiche Artikel in Zeitschriften und wissenschaftlichen Zeitschriften der damaligen Zeit.

## Weitere Veröffentlichung im Zusammenhang mit den Expeditionen
- Joseph Sereau: Journal de bord de Joseph Seureau, quartier-maître de la Zélée, 1837-1840. Publisud. Château-Gontier. 1995.